# Felshaus (Johanngeorgenstadt)

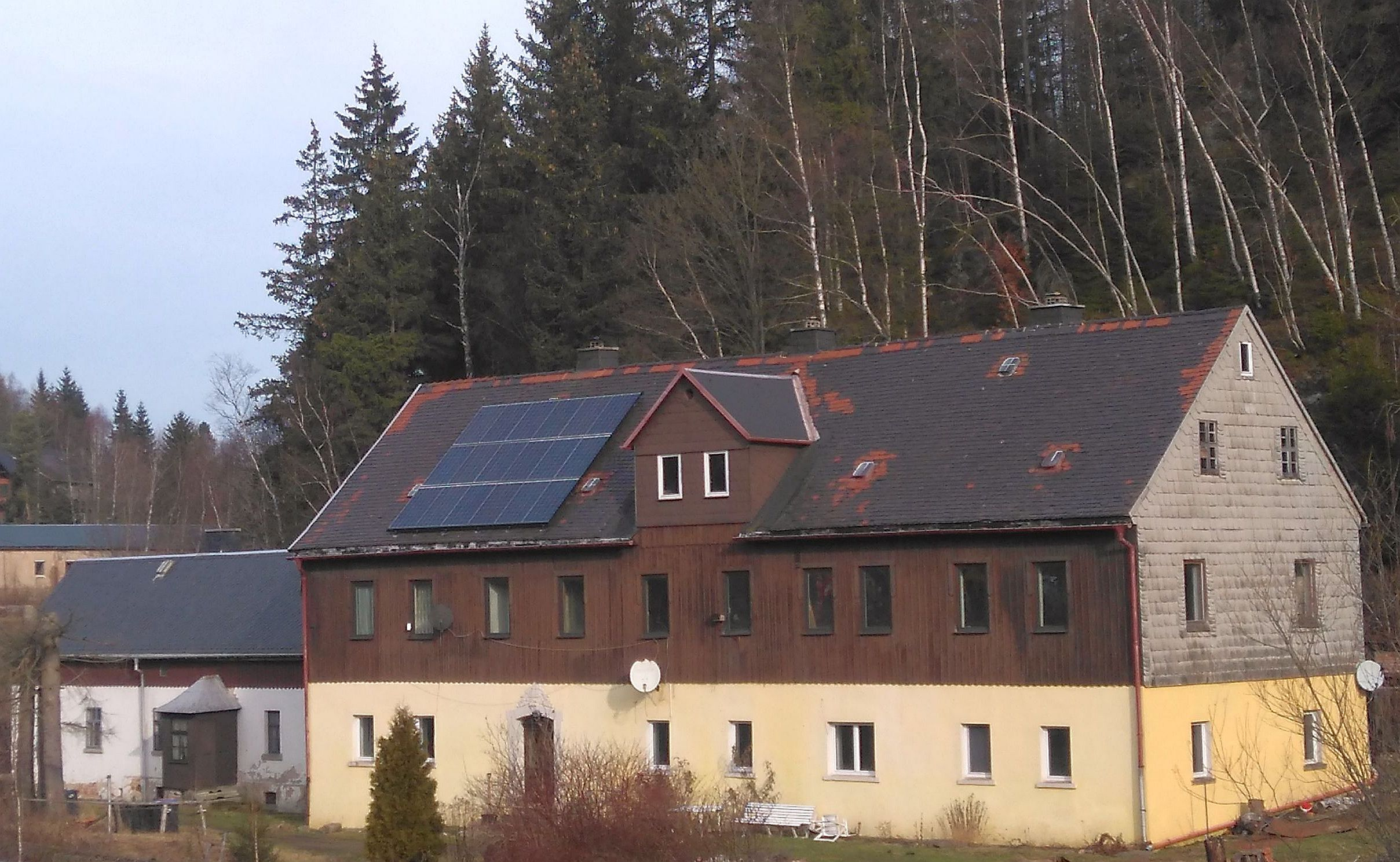
Felshaus (2016)

Das Felshaus ist ein denkmalgeschütztes Kulturdenkmal in der erzgebirgischen Stadt Johanngeorgenstadt im sächsischen Erzgebirge.

## Lage
Am Rabenberg zwischen Johanngeorgenstadt und Breitenbrunn/Erzgeb. wurden spätestens seit dem 17. Jahrhundert mehrere Gruben zum Abbau unmittelbar benachbarter Erzgänge betrieben. Dazu zählte auch der im Schwarzwassertal gemutete St. Wolfgang Stolln, der bereits vor der Gründung von Johanngeorgenstadt im Jahre 1654 betrieben wurde. Hier befanden sich auch zwei Pochwerke am Felß.
Aus dem an einer markanten Felsgruppe gelegenen Huthaus ist das heute noch in der vom Fabrikbesitzer J. Beyreuther nach einem Brand in der Mitte des 19. Jahrhunderts neuerbaute und später erweiterte Felshaus am Schwarzwasser hervorgegangen, an dem die Schwarzenberger Straße vorbeiführte, bevor man über die Rothe Brücke nach Johanngeorgenstadt gelangte. Die Straße wurde später auf die Westseite des Schwarzwassers verlegt, wo im 19. Jahrhundert eine Gerberei als Fabrikgebäude errichtet wurde.
Das Felshaus gehörte ursprünglich dem Annaberger Stadtphysikus Franziskus Hegenwald, der den Exulanten aus Freizügigkeit und Mitleid den Bau einer Brettmühle auf seinem Grundstück genehmigte, so das sogleich mit den Bauarbeiten begonnen werden konnte.
Allerdings verkaufte Hegenwald bereits am 20. Juni 1654 das Felshaus für 180 Taler an den Hammerwerksbesitzer Caspar Wittich. Der neugebildete städtische Rat von Johanngeorgenstadt war bestrebt, das Felshaus selbst zu erwerben und nahm Kaufverhandlungen mit Caspar Wittich auf, der sich nach fünf Jahren zum Verkauf bereit erklärte. 1659 ging das Felshaus zum Preis von 157 Taler 12 Groschen in städtischen Besitz über. Dazu gehörte damals auch die Grube St. Wolfgang Stolln, die auf dem Grundstück des Felshauses lag. Da es Schwierigkeiten mit der Zahlung des Kaufpreises gab, sah sich der Stadtrat gezwungen, dass Felshaus bereits am 8. Dezember 1659 an den Bergarbeiter Oswald Solbrich zu verkaufen, der dafür 115 Taler zahlte. Der Besitzer des Felshauses Oswald Solbrich verunglückte zur Fastnacht 1670, als er gemeinsam mit Georg Gündel den St. Wolfgang Stolln erkundete. Er wurde erst am nächsten Morgen gerettet. Das Gebäude wurde noch zu Beginn des 18. Jahrhunderts als Solbrichtsches Felshaus bezeichnet.
Durch einen Brand wurde das alte Felshaus eingeäschert und Mitte des 19. Jahrhunderts durch einen Neubau ersetzt.
Der Bereich des verfallenen Stollnmundlochs des St. Wolfgang Stollns wird auch als Räuberhöhle bezeichnet und war noch bis nach dem Zweiten Weltkrieg ein Ausflugsziel von Johanngeorgenstadt.

## Kulturdenkmal
Im örtlichen Denkmalverzeichnis ist das Felshaus unter der Erfassungsnummer 09229868 verzeichnet. Als Erläuterung wird dazu angegeben: Wohnhaus in offener Bebauung, ehemals Gerberei, als typisches erzgebirgisches Fachwerkgebäude mit verbrettertem Obergeschoss baugeschichtlich bedeutend und als wohl ältestes Haus von Johanngeorgenstadt (zumindest im Kern) auch hausgeschichtliche und ortsgeschichtliche Bedeutung.